# Francesco Restelli
Francesco Restelli (Milano, 5 ottobre 1814 – Milano, 5 marzo 1890) è stato un politico, patriota e avvocato italiano.

## Biografia
Valente avvocato (si formò alla scuola del Romagnosi), partecipò al congresso degli scienziati a Milano nel 1845 ove presentò uno studio su fenomeni economico-sociali, suscitando vivo interesse.
Nel 1848 partecipò attivamente alle cinque giornate di Milano. Venne successivamente inviato dal governo provvisorio di Milano in missione a Venezia, pure insorta e liberata, al fine di promuovere l'annessione del Veneto e della Lombardia allo stato sabaudo.
Tornato a Milano, assieme a Manfredo Fanti resse il Comitato di pubblica difesa, che subentrò al provvisorio gabinetto della Lombardia nel luglio dello stesso anno.
Con il ritorno degli austriaci a Milano, fu costretto all'esilio a Lugano. Quivi scrisse con Pietro Maestri Gli ultimi tristissimi casi di Milano narrati dal Comitato di Pubblica Difesa.
Nel gennaio 1849 fu eletto deputato del Regno di Sardegna per la II legislatura, ma rassegno le dimissioni il 7 febbraio per lettera e quindi non partecipò ai lavori.
In seguito si recò a Genova e a Firenze e amnistiato dal governo austriaco, poté tornare definitivamente in Lombardia nel 1854. A Milano non rinunciò all'impegno politico mandando tra l'altro a Napoleone III un rapporto sulle condizioni dello spirito pubblico in Lombardia.
Riprese l'attività politica nelle file della destra storica; fu infatti deputato alla VII legislatura del Regno di Sardegna e deputato del Regno d'Italia dal 1861 per varie legislature e Vicepresidente della Camera nel 1871, '73 e '74.